# Lez-Fontaine
Pour les articles homonymes, voir Fontaine.
Lez-Fontaine est une commune française située dans le département du Nord (59), en région Hauts-de-France.
Ses habitants sont appelés les Lezfontainois.

## Géographie

### Description

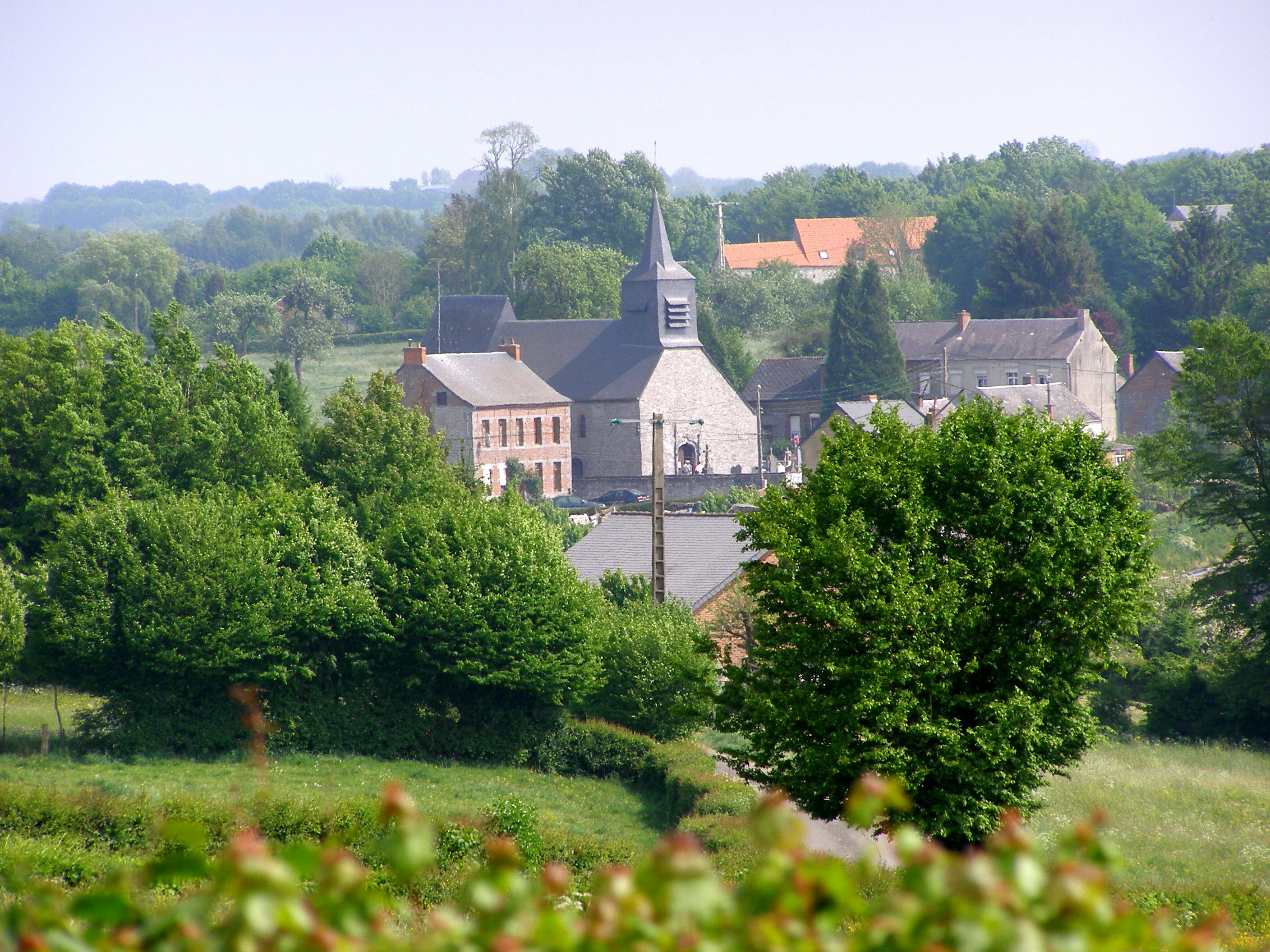
Le centre du village.

Lez-Fontaine se situe dans le sud-est du département du Nord (Hainaut) en plein cœur du Parc naturel régional de l'Avesnois, qui  est connu pour son bocage et son relief vallonné dans sa partie sud-est (début des contreforts des Ardennes), dite "petite Suisse du Nord".
Lez-Fontaine fait partie administrativement de l'Avesnois, historiquement du Hainaut et ses paysages rappellent la Thiérache.
Lez-Fontaine se trouve à 100 km de Lille et de Bruxelles (B), 45 km de Valenciennes, 40 km de Mons et Charleroi (B) et  13 km d'Avesnes-sur-Helpe, de Maubeuge et Fourmies.
La Belgique se trouve à 7 km.
Lez-Fontaine se trouve dans le parc naturel régional de l'Avesnois.

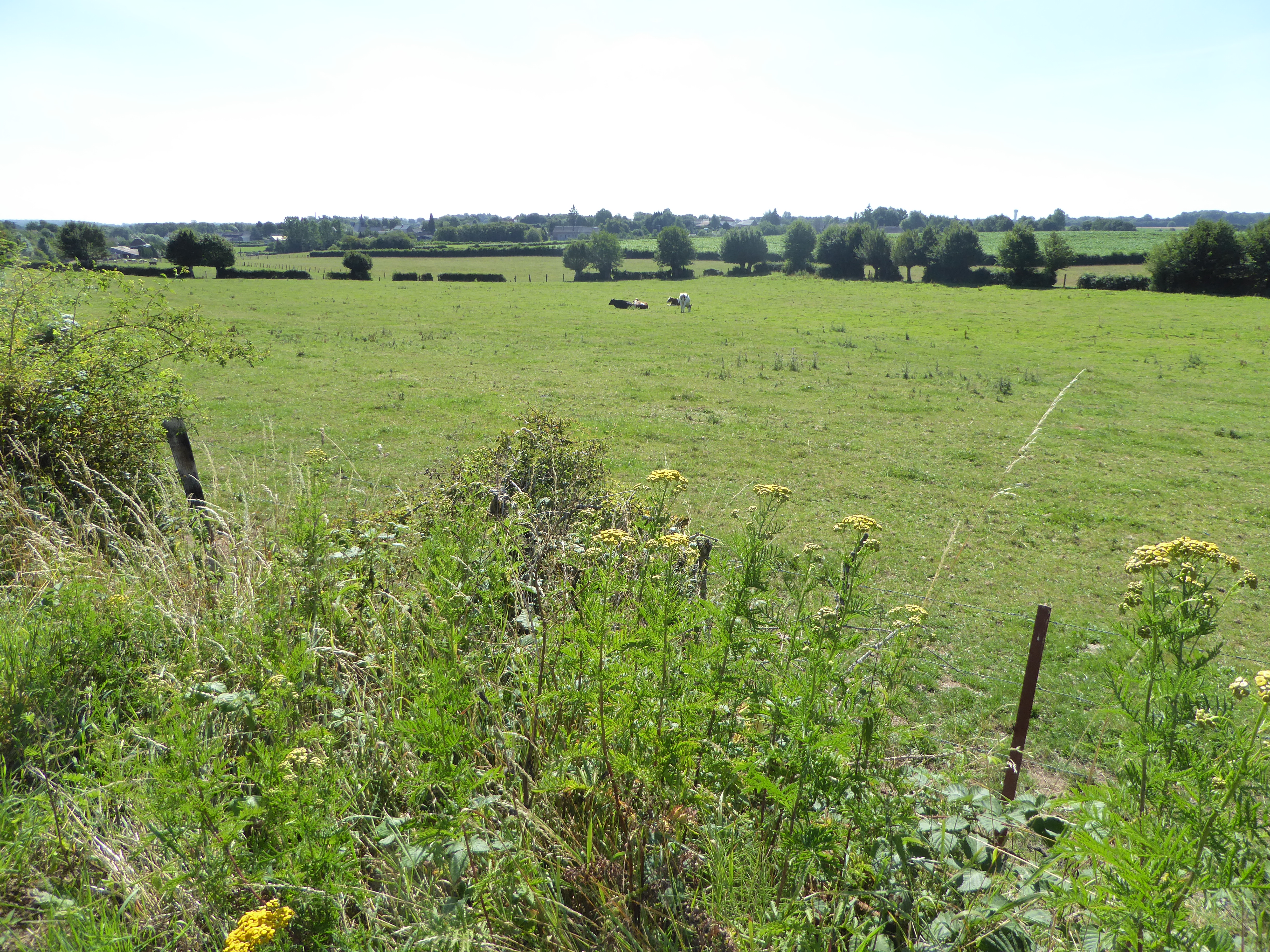
Randonnée du circuit du Verre
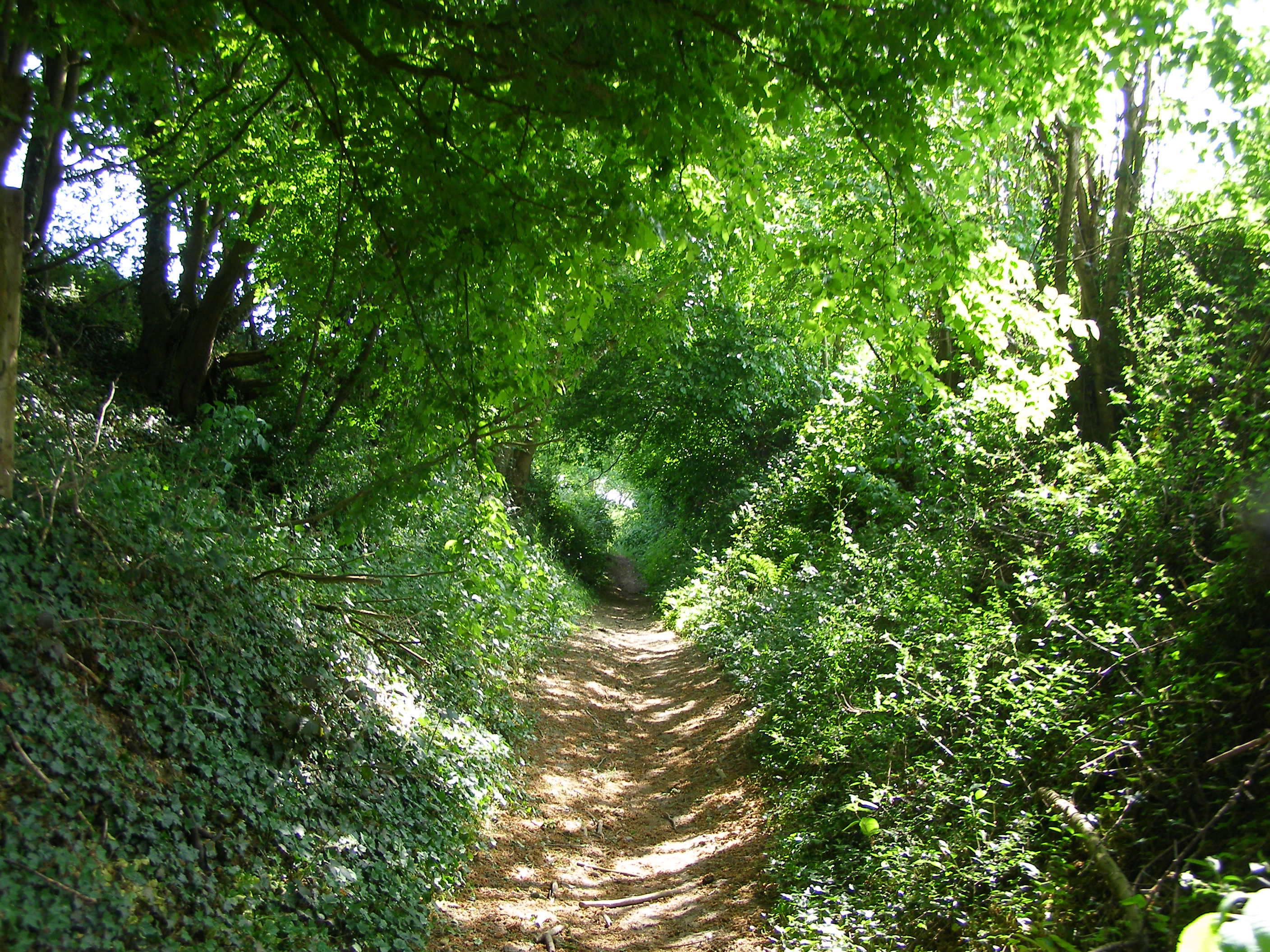
Sous bois sur le parcours du bois Groez

### Communes limitrophes
| Dimechaux     | Solrinnes    |                  |
| Dimont        | Lez-Fontaine | Solre-le-Château |
| Sars-Poteries |              |                  |

### Hydrographie

#### Réseau hydrographique
La commune est située dans le bassin Artois-Picardie. Elle est drainée par la Solre, le ruisseau de Solre-le-château et Lez-Fontaine,,.
La Solre, d'une longueur de 22 km, prend sa source dans la commune de Solre-le-Château et se jette  dans la Sambre canalisée à Rousies, après avoir traversé dix communes. Les caractéristiques hydrologiques de la Solre sont données par la station hydrologique située sur la commune. Le débit moyen mensuel est de 0,839 m3/s. Le débit moyen journalier maximum est de 14,7 m3/s, atteint lors de la crue du 11 mars 2008. Le débit instantané maximal est quant à lui de 37,6 m3/s, atteint le 23 juin 2016.

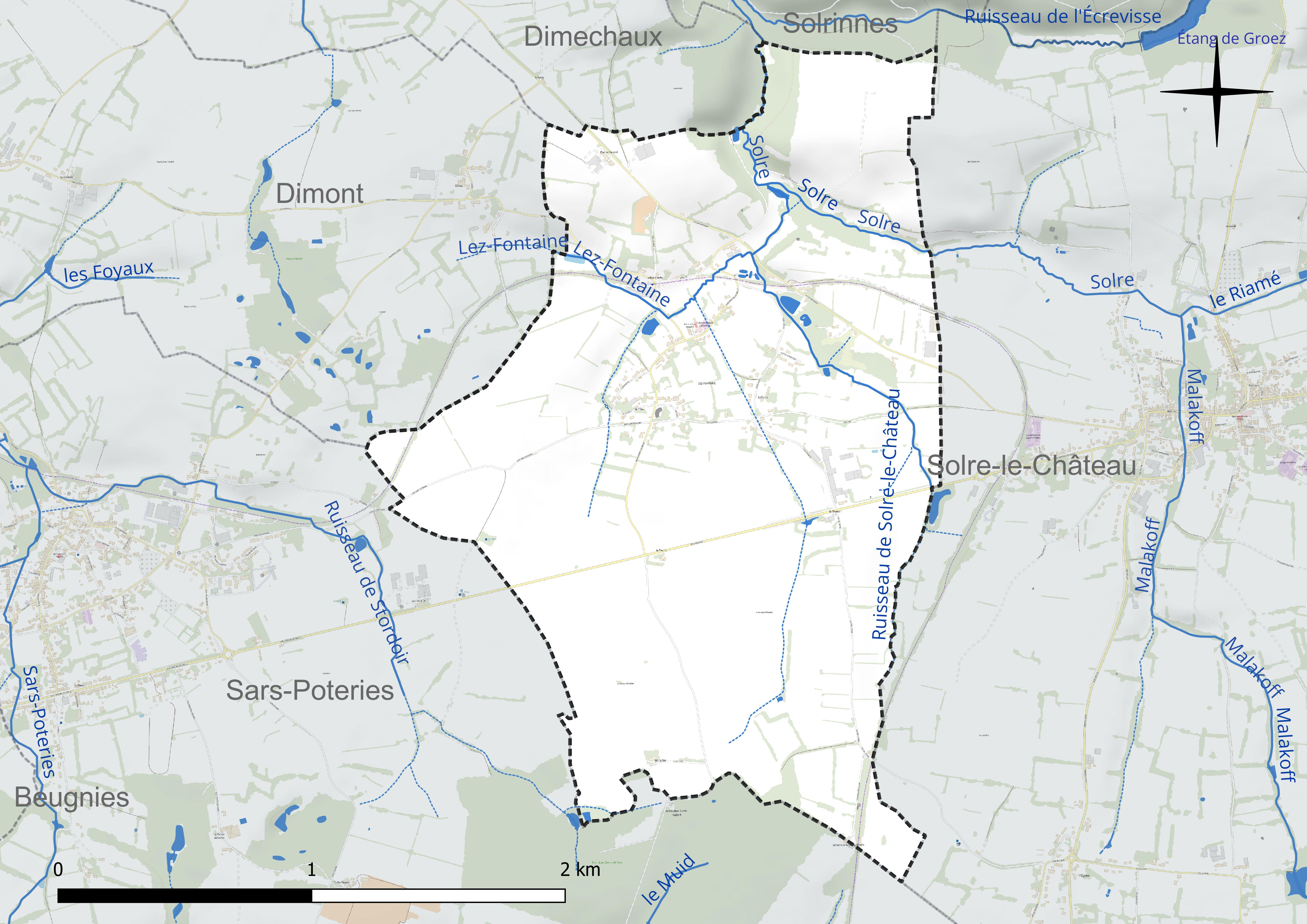
Réseau hydrographique de Lez-Fontaine.

#### Gestion et qualité des eaux
Le territoire communal est couvert par le schéma d'aménagement et de gestion des eaux (SAGE) « Sambre ». Ce document de planification concerne un territoire de 1 253 km2 de superficie, délimité par le bassin versant de la Sambre. Le périmètre a été arrêté le 1er novembre 2003 et le SAGE proprement dit a été approuvé le 21 septembre 2012, puis modifié le 18 août 2022. La structure porteuse de l'élaboration et de la mise en œuvre est le syndicat mixte du Parc naturel régional de l'Avesnois. 
La qualité des cours d'eau peut être consultée sur un site dédié géré par les agences de l'eau et l'Agence française pour la biodiversité. 

### Climat
Pour des articles plus généraux, voir Climat des Hauts-de-France et Climat du Nord.
En 2010, le climat de la commune est de type climat des marges montargnardes, selon une étude du CNRS s'appuyant sur une série de données couvrant la période 1971-2000. En 2020, Météo-France publie une typologie des climats de la France métropolitaine dans laquelle la commune est exposée à un climat océanique altéré et est dans la région climatique  Nord-est du bassin Parisien, caractérisée par un ensoleillement médiocre, une pluviométrie moyenne régulièrement répartie au cours de l'année et un hiver froid (3 °C). 
Pour la période 1971-2000, la température annuelle moyenne est de 9,6 °C, avec une amplitude thermique annuelle de 15,4 °C. Le cumul annuel moyen de précipitations est de 908 mm, avec 13 jours de précipitations en janvier et 9,8 jours en juillet. Pour la période 1991-2020, la température moyenne annuelle observée sur la station météorologique la plus proche, située sur la commune de Saint-Hilaire-sur-Helpe à 12 km à vol d'oiseau, est de 10,5 °C et le cumul annuel moyen de précipitations est de 802,4 mm,. Pour l'avenir, les paramètres climatiques de la commune estimés pour 2050 selon différents scénarios d'émission de gaz à effet de serre sont consultables sur un site dédié publié par Météo-France en novembre 2022.

## Urbanisme

### Typologie
Au 1er janvier 2024, Lez-Fontaine est catégorisée commune rurale à habitat dispersé, selon la nouvelle grille communale de densité à sept niveaux définie par l'Insee en 2022.
Elle est située hors unité urbaine. Par ailleurs la commune fait partie de l'aire d'attraction de Maubeuge (partie française), dont elle est une commune de la couronne,. Cette aire, qui regroupe 65 communes, est catégorisée dans les aires de 50 000 à moins de 200 000 habitants,.

### Occupation des sols
L'occupation des sols de la commune, telle qu'elle ressort de la base de données européenne d'occupation biophysique des sols Corine Land Cover (CLC), est marquée par l'importance des territoires agricoles (87,9 % en 2018), une proportion identique à celle de 1990 (87,9 %). La répartition détaillée en 2018 est la suivante : 
prairies (46,1 %), terres arables (41,8 %), zones urbanisées (6,8 %), forêts (5,3 %). L'évolution de l'occupation des sols de la commune et de ses infrastructures peut être observée sur les différentes représentations cartographiques du territoire : la carte de Cassini (XVIIIe siècle), la carte d'état-major (1820-1866) et les cartes ou photos aériennes de l'IGN pour la période actuelle (1950 à aujourd'hui).

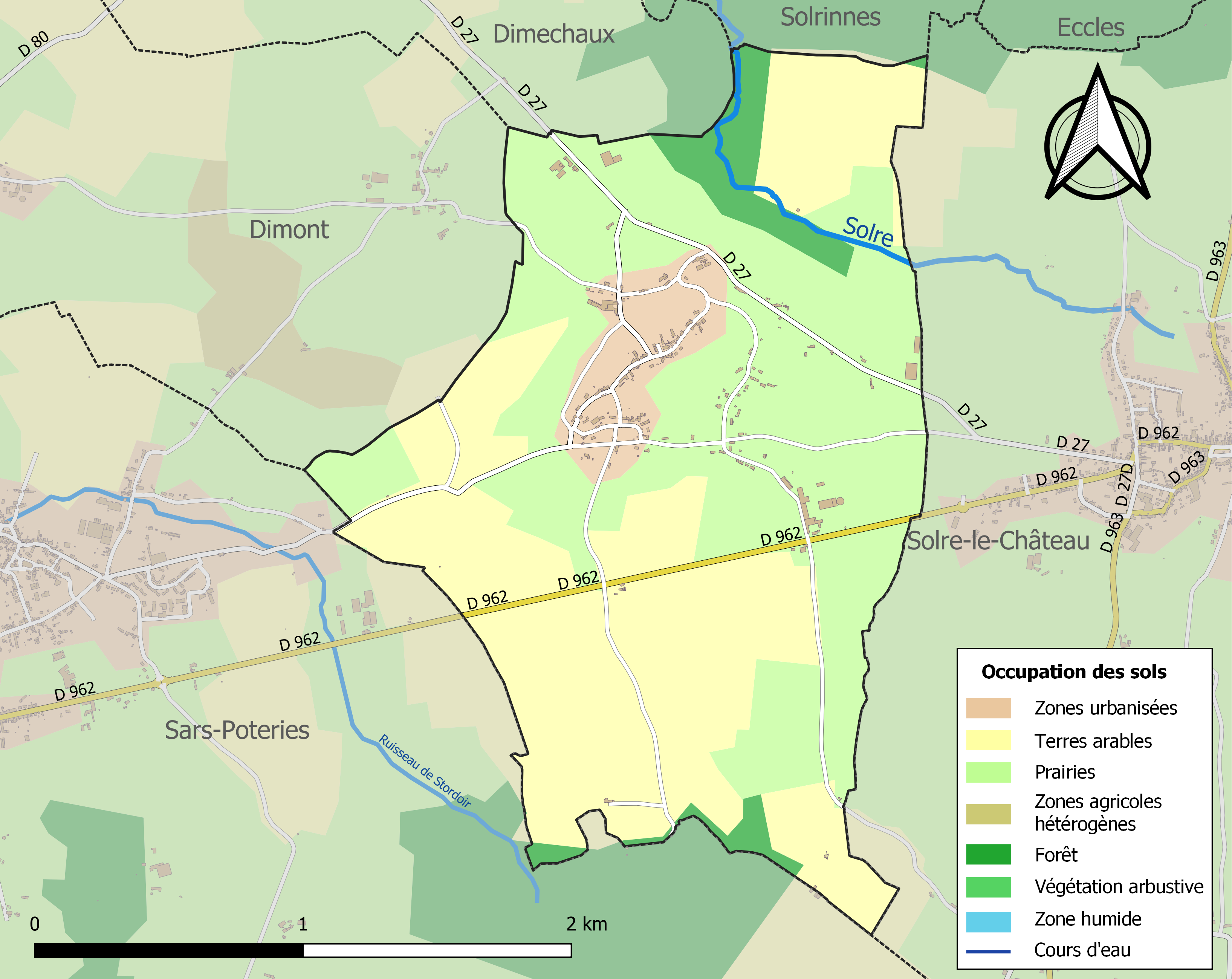
Carte des infrastructures et de l'occupation des sols de la commune en 2018 (CLC).

## Politique et administration
Maire de 1802 à 1807 : Éloi Delhaye,.
| Période                                  | Période                      | Identité           | Étiquette | Qualité                                    |
| ---------------------------------------- | ---------------------------- | ------------------ | --------- | ------------------------------------------ |
| Les données manquantes sont à compléter. |                              |                    |           |                                            |
| mars 1989                                | mars 2008                    | Michel Hannecart   |           |                                            |
| mars 2008                                | 2014                         | Guy Gautier        |           | Ingénieur technico-commercial              |
| 2014,                                    | juillet 2020                 | Christophe Decherf | SE        | Inspecteur des finances publiques retraité |
| juillet 2020                             | En cours (au 4 juillet 2020) | Philippe Hanot     |           |                                            |

## Population et société

### Démographie

#### Évolution démographique
L'évolution du nombre d'habitants est connue à travers les recensements de la population effectués dans la commune depuis 1793. Pour les communes de moins de 10 000 habitants, une enquête de recensement portant sur toute la population est réalisée tous les cinq ans, les populations de référence des années intermédiaires étant quant à elles estimées par interpolation ou extrapolation. Pour la commune, le premier recensement exhaustif entrant dans le cadre du nouveau dispositif a été réalisé en 2007.

En 2022, la commune comptait 232 habitants, en stagnation par rapport à 2016 (Nord : +0,51 %, France hors Mayotte : +2,11 %).
| 1793 | 1800 | 1806 | 1821 | 1831 | 1836 | 1841 | 1846 | 1851 |
| ---- | ---- | ---- | ---- | ---- | ---- | ---- | ---- | ---- |
| 275  | 211  | 265  | 266  | 369  | 411  | 416  | 413  | 396  |

| 1856 | 1861 | 1866 | 1872 | 1876 | 1881 | 1886 | 1891 | 1896 |
| ---- | ---- | ---- | ---- | ---- | ---- | ---- | ---- | ---- |
| 395  | 368  | 370  | 313  | 296  | 289  | 290  | 289  | 264  |

| 1901 | 1906 | 1911 | 1921 | 1926 | 1931 | 1936 | 1946 | 1954 |
| ---- | ---- | ---- | ---- | ---- | ---- | ---- | ---- | ---- |
| 245  | 258  | 250  | 258  | 248  | 246  | 237  | 263  | 262  |

| 1962 | 1968 | 1975 | 1982 | 1990 | 1999 | 2006 | 2007 | 2012 |
| ---- | ---- | ---- | ---- | ---- | ---- | ---- | ---- | ---- |
| 233  | 225  | 211  | 211  | 202  | 211  | 207  | 206  | 231  |

| 2017 | 2022 | - | - | - | - | - | - | - |
| ---- | ---- | - | - | - | - | - | - | - |
| 229  | 232  | - | - | - | - | - | - | - |

#### Pyramide des âges
En 2018, le taux de personnes d'un âge inférieur à 30 ans s'élève à 32,3 %, soit en dessous de la moyenne départementale (39,5 %). À l'inverse, le taux de personnes d'âge supérieur à 60 ans est de 31,9 % la même année, alors qu'il est de 22,5 % au niveau départemental.
En 2018, la commune comptait 113 hommes pour 113 femmes, soit un taux de 50 % de femmes, légèrement inférieur au taux départemental (51,77 %).
Les pyramides des âges de la commune et du département s'établissent comme suit.
| Hommes | Classe d’âge | Femmes |
| ------ | ------------ | ------ |
| 0,0    | 90 ou +      | 0,0    |
| 9,6    | 75-89 ans    | 13,2   |
| 22,6   | 60-74 ans    | 18,4   |
| 18,3   | 45-59 ans    | 18,4   |
| 20,9   | 30-44 ans    | 14,0   |
| 11,3   | 15-29 ans    | 14,9   |
| 17,4   | 0-14 ans     | 21,1   |

| Hommes | Classe d’âge | Femmes |
| ------ | ------------ | ------ |
| 0,5    | 90 ou +      | 1,4    |
| 5,3    | 75-89 ans    | 8,1    |
| 14,8   | 60-74 ans    | 16,2   |
| 19,1   | 45-59 ans    | 18,4   |
| 19,5   | 30-44 ans    | 18,7   |
| 20,7   | 15-29 ans    | 19,1   |
| 20,2   | 0-14 ans     | 18     |

### Enseignement
En 2020, les enfants de la commune sont scolarisés au sein d'un regroupement pédagogique intercommunal qui rassemble également ceux de Dimont, Wattignies-la-Victoire et Dimechaux,.

## Culture locale et patrimoine

### Lieux et monuments
- Église Saint Martin du XIIIe siècle avec un chœur orné de peintures polychromes de 1531 et des pierres tombales de 1613; chemin de croix remarquable
- Théâtre de verdure en gradins de 500 places[20]
- Kiosque à danser remarquable
- Calvaires et chapelles

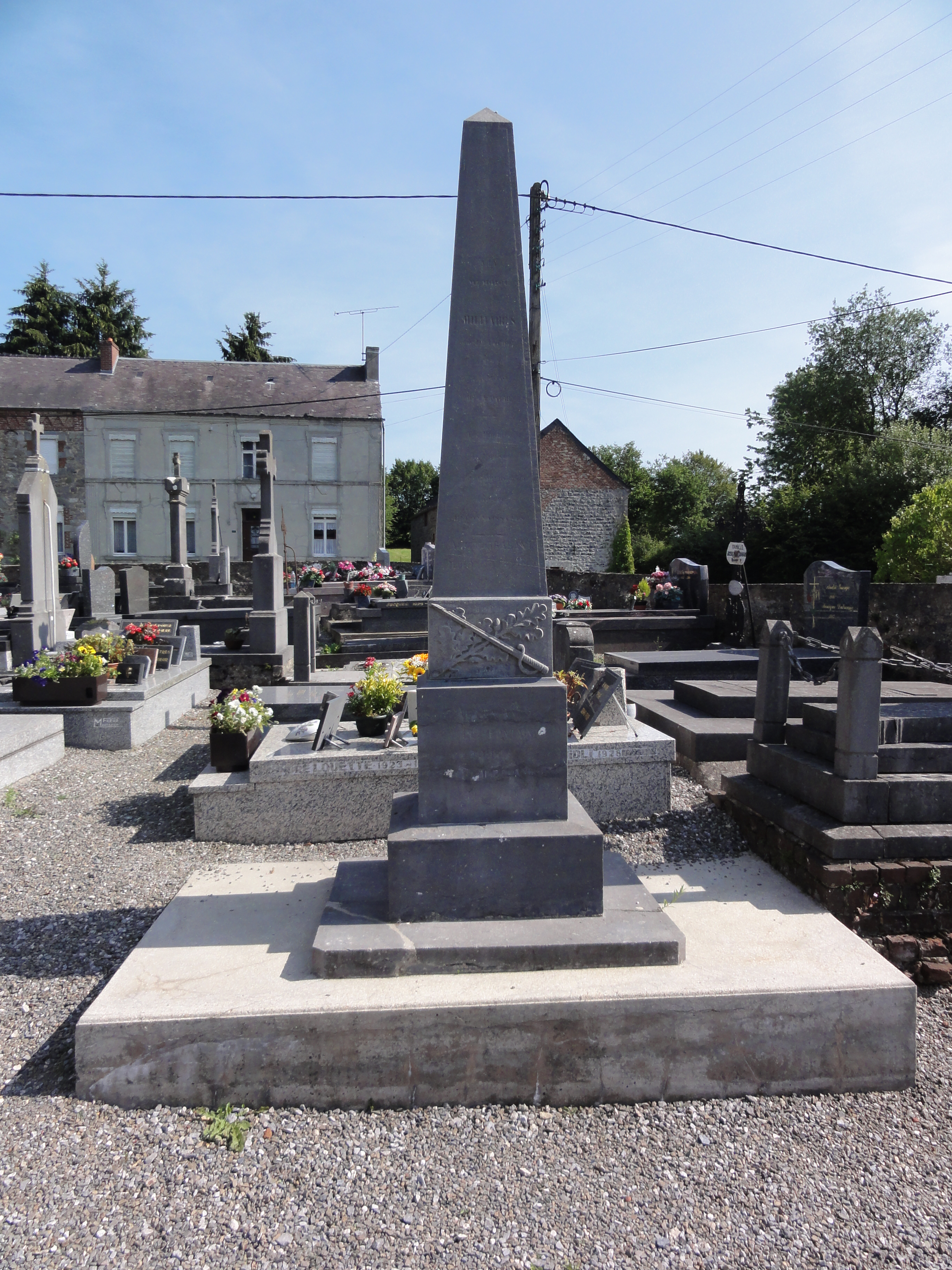
Monument aux morts, dans le cimetière
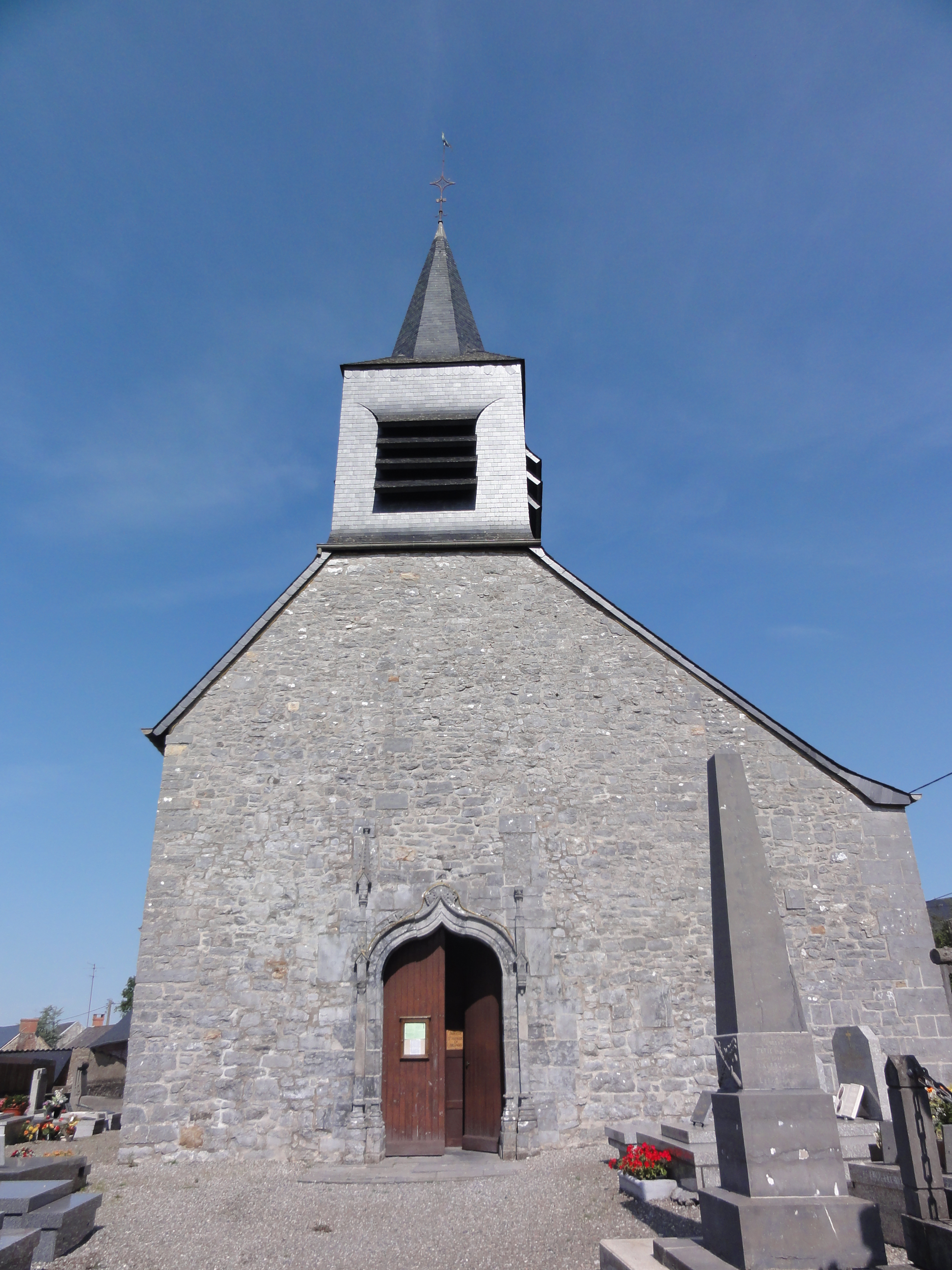
L'église Saint.Martin
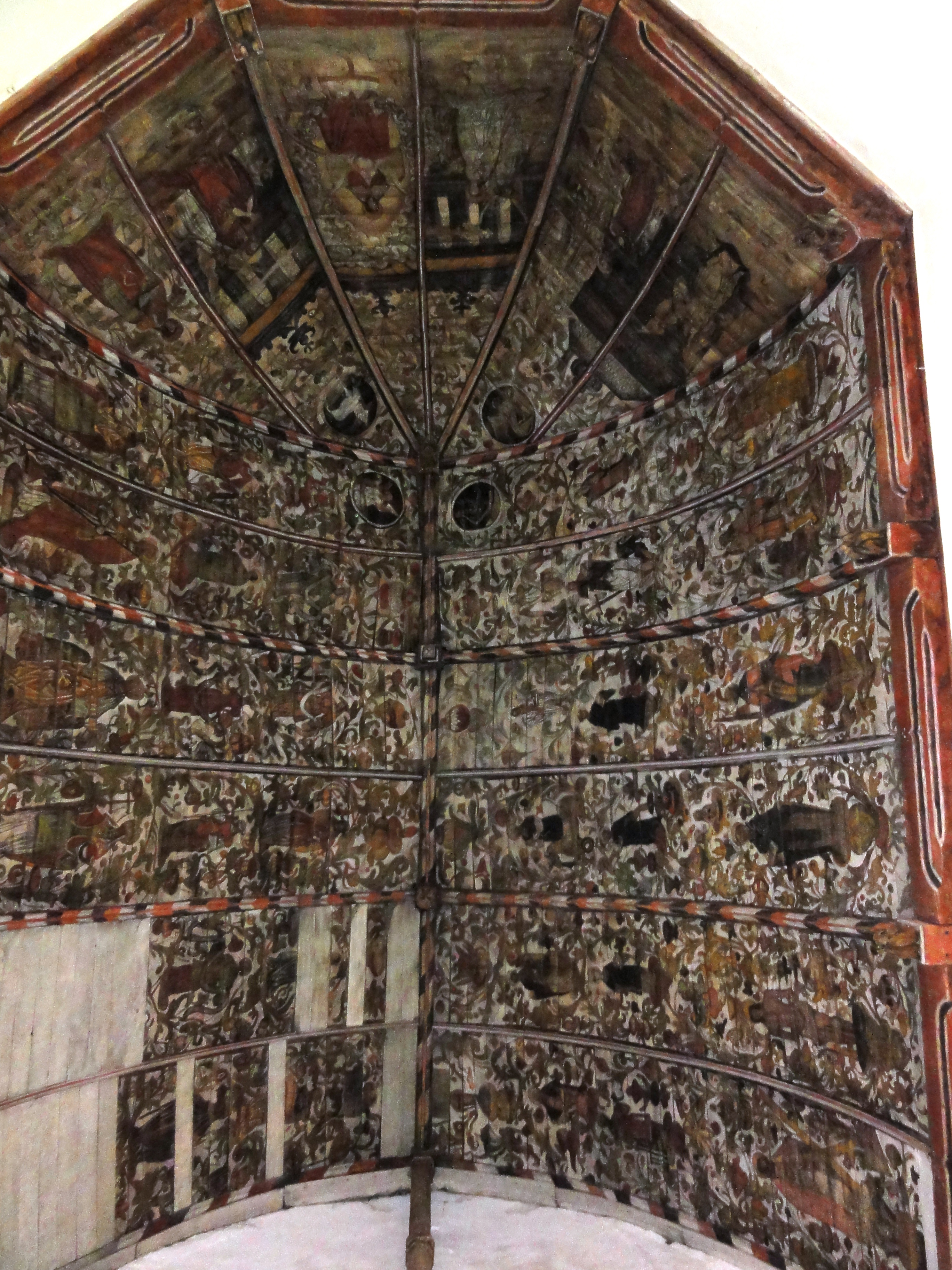
Les peintures polychromes
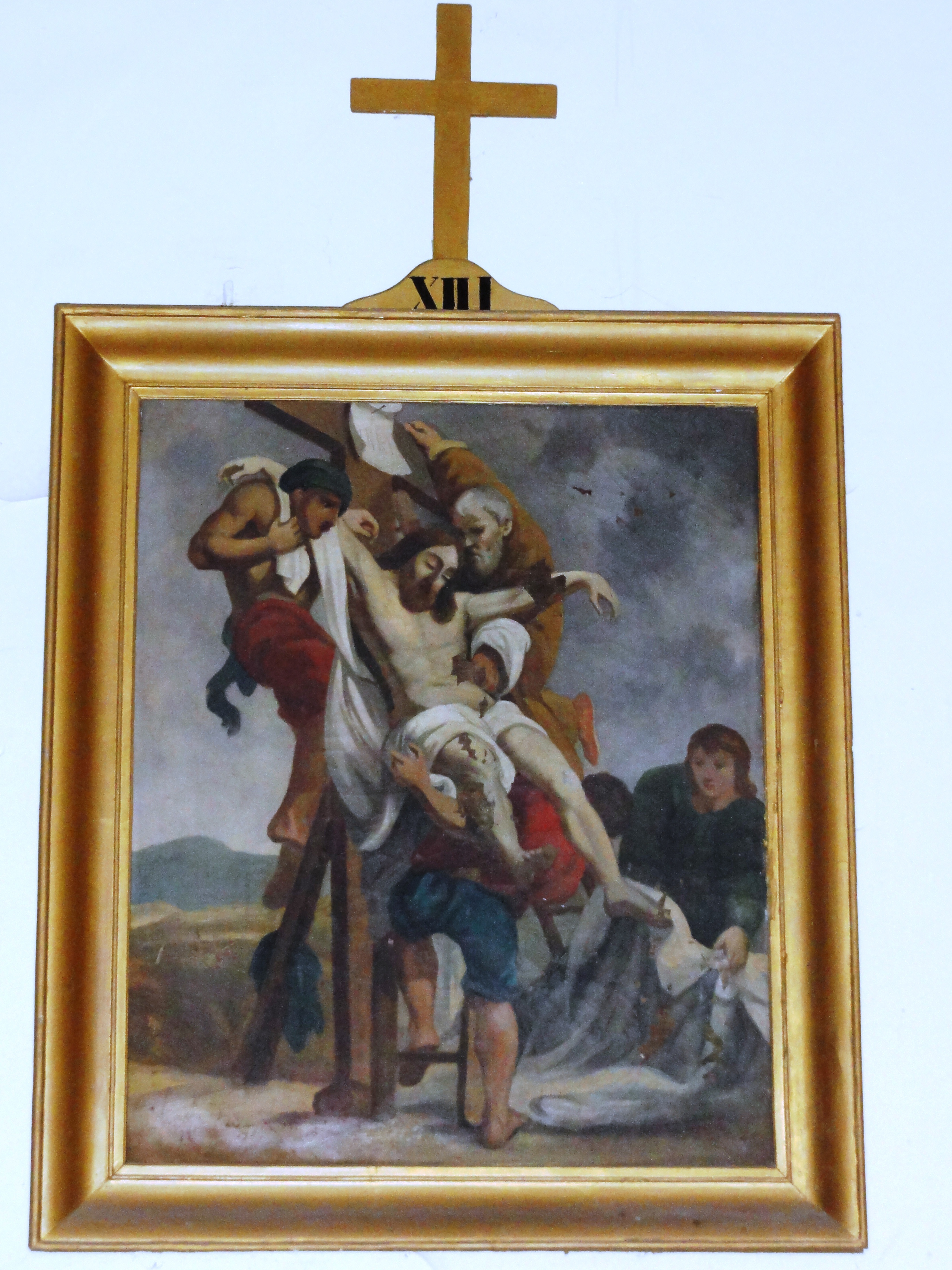
Chemin de croix, station 13
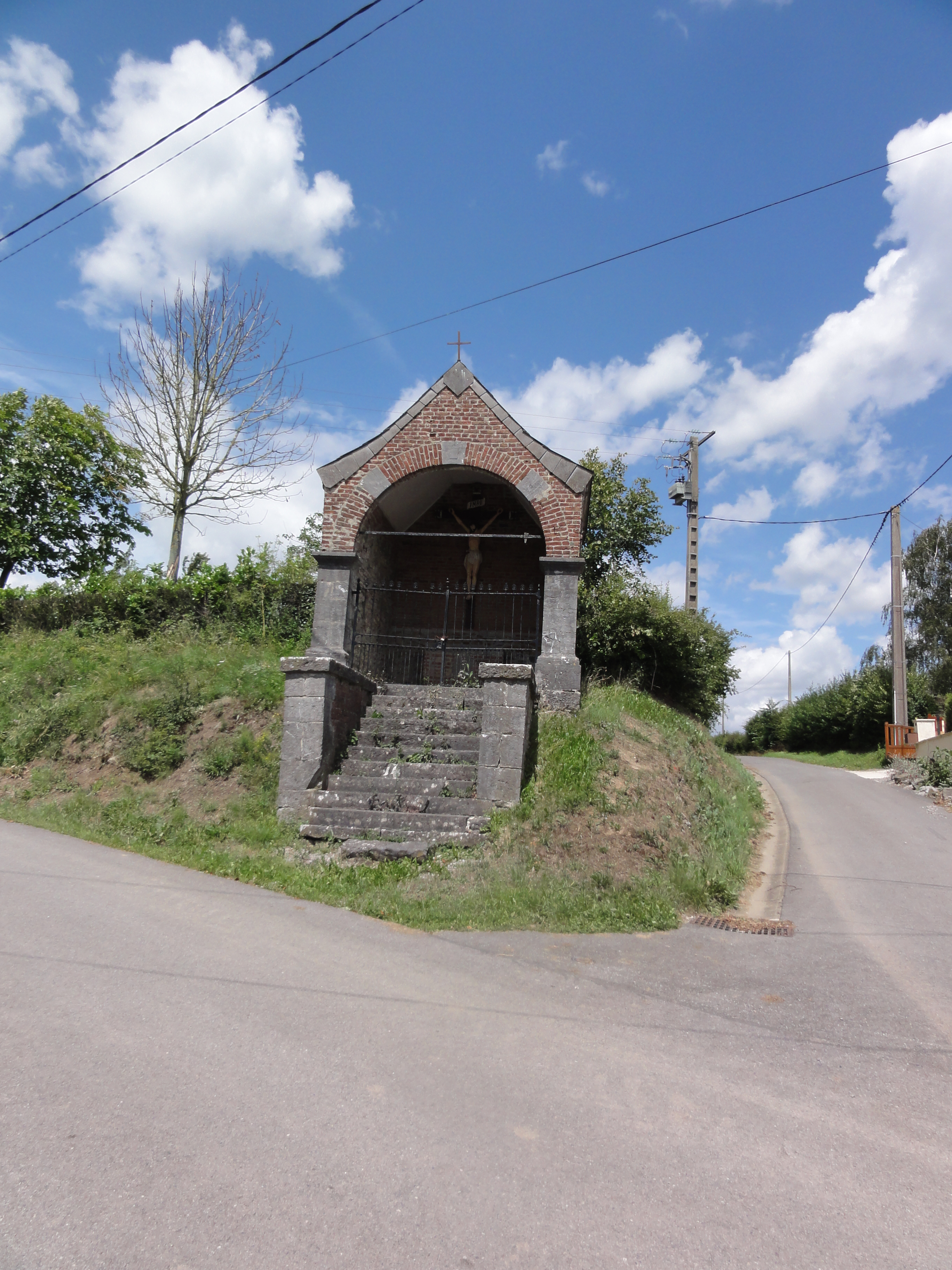
Calvaire rue d'Offries
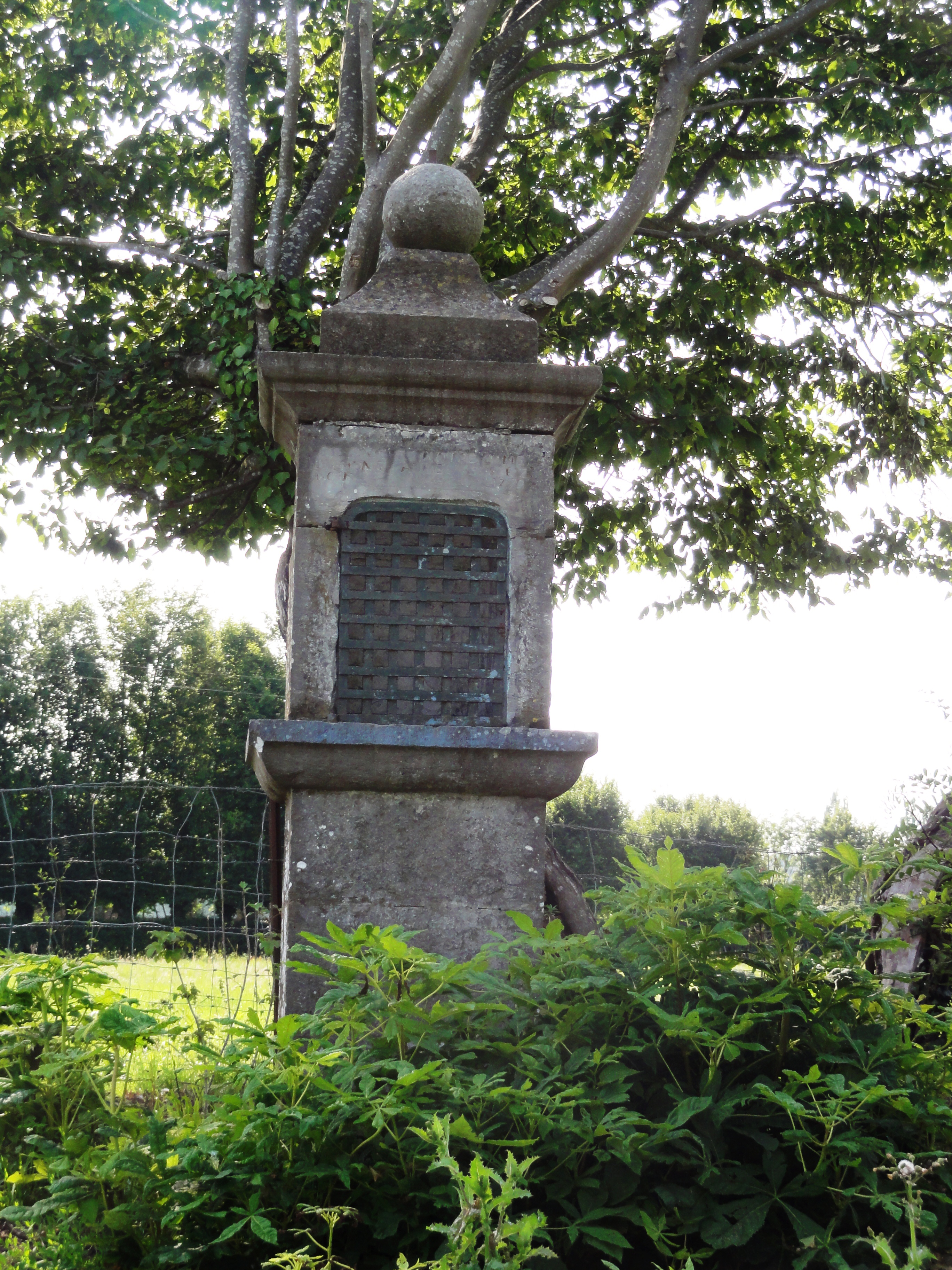
Chapelle rue de la Croix

### Héraldique
|  | Les armes de Lez-Fontaine se blasonnent ainsi : Écartelé : aux 1 et 4, d'argent à trois fasces de gueules ; aux 2 et 3, d'argent à trois doloires de gueules, les deux du chef adossées. |

## Pour approfondir